# أوزفالدو كاسترو
أوزفالدو كاسترو (بالإسبانية: Osvaldo Castro)‏ (14 أبريل 1947 في تشيلي - ) هو لاعب كرة قدم تشيلي في مركز الهجوم، شارك في كأس العالم 1974. وشارك مع منتخب تشيلي لكرة القدم. أما مع النوادي، فقد لعب مع نادي أمريكا ونادي أونيفرسيداد ناسيونال ونادي سان لويس ونادي كونسيبسيون ‏ ونادي أورو ونادي خاليسكو ‏ وDeportivo Neza ‏ ويونيون لا كاليرا وأتلتيكو بوتوسينو ‏.

## وصلات خارجية
- أوزفالدو كاسترو على موقع الاتحاد الدولي (مؤرشف)  (الإنجليزية)
- أوزفالدو كاسترو على موقع قاعدة بيانات كرة القدم.إي يو (الإنجليزية)
- أوزفالدو كاسترو على موقع ناشيونال فوتبول تيمز (الإنجليزية)
- أوزفالدو كاسترو على موقع عالم كرة القدم.نت (الإنجليزية)